# КУД „Острово”
КУД „Острово” је културно-уметничко друштво из Острова, основано 2009. године.

## Историјат
Први покушаји оснивања Културно-уметничког друштва у Острову су забележени тридесетих година 20. века. Друштво се окупљало и у послератним годинама (1945—1946), а након тога, све до седамдесетих година прошлог века, није постојало. Од 1976. године основана су драмска и фолклорна секција. Драмску секцију су водили учитељица Стана Новаковић и Димитрије Мирко Тизманов. Фоклорну секцију је водио Жива Ердељан.
Садашње Културно-уметничко друштво „Острово” основано је 2009. године. С обзиром да је Острово банатско село, са ове десне Дунава, Друштво је првенствено оформљено ради очувања игара, песама и обичаја Баната. Током рада, репертоар се проширио. Друштво окупља око педесет чланова разврстаних у више ансамбала, који су стални је учесник на фестивалима фолклора у нашој земљи. У фебруару 2020. године, поводом Дана Градске општине Костолац, одржана је Смотра ветерана из Србије.
Председник друштва је Бобан Рогожарски, а уметнички руководилац Иван Јовановић.